# かぜよみ
『かぜよみ』は坂本真綾の6枚目のオリジナルアルバム。2009年1月14日にflying DOGから発売された。

## 解説
前作『夕凪LOOP』から実に3年3ヶ月半振りとなるオリジナルアルバム。初回限定盤のみ「さいごの果実」「トライアングラー」「雨が降る」のPVを収録したDVDが同梱されている。ジャケットは北海道札幌市にあるモエレ沼公園で撮影された。
『夕凪LOOP』以降にリリースされたシングル曲は全て網羅しているが、「風待ちジェット」はシングルとは別アレンジで収録されている。また、「風待ちジェット」の両A面曲「スピカ」や各シングルのカップリング曲、OVA『CLAMP IN WONDERLAND2』主題歌「action!」は未収録である。7曲目「蒼のエーテル」の1分22秒の位置にノイズが確認できる。メーカーによれば「仕様である」とのこと。また本作では、「Vento」、「トライアングラー」、「Colors」を除き自身が作詞を手掛けている。「Colors」は英語で、「Vento」はエスペラント語で歌われている。また、「蒼のエーテル」はテレビアニメ『マクロスF』のキャラクターであるランカ・リー（中島愛）への提供曲で、自ら歌う楽曲に歌詞を書く事はこれまで沢山あったものの、他アーティストに歌詞を提供したのはこの楽曲が初めてである。
なお「カザミドリ」は作曲者である横田はるなが自身のアルバムでセルフカバーしている。
累計出荷枚数は5.3万枚。

## 収録曲
| #         | タイトル                               | 作詞           | 作曲                         | 編曲                      | 時間  |
| --------- | -------------------------------------- | -------------- | ---------------------------- | ------------------------- | ----- |
| 1.        | 「Vento」                              | 窪田ミナ       | 窪田ミナ                     | 窪田ミナ                  | 1:39  |
| 2.        | 「トライアングラー」                   | Gabriela Robin | 菅野よう子                   | 菅野よう子                | 4:39  |
| 3.        | 「風待ちジェット（kazeyomi edition）」 | 坂本真綾       | 鈴木祥子                     | 鈴木祥子                  | 4:20  |
| 4.        | 「Remedy」                             | 坂本真綾       | solaya                       | solaya                    | 4:34  |
| 5.        | 「雨が降る」                           | 坂本真綾       | かの香織                     | 斎藤ネコ                  | 5:18  |
| 6.        | 「Get No Satisfaction!」               | 坂本真綾       | 北川勝利（from ROUND TABLE） | 河野伸                    | 4:15  |
| 7.        | 「蒼のエーテル」                       | 坂本真綾       | 菅野よう子                   | 菅野よう子                | 4:01  |
| 8.        | 「失恋カフェ」                         | 坂本真綾       | TABO                         | 中村タイチ                | 4:17  |
| 9.        | 「SONIC BOOM」                         | 坂本真綾       | 市川裕一                     | 市川裕一                  | 4:23  |
| 10.       | 「ピーナッツ」                         | 坂本真綾       | 三宅修一（from BARGAINS）    | 三宅修一（from BARGAINS） | 3:40  |
| 11.       | 「さいごの果実」                       | 坂本真綾       | 鈴木祥子                     | 斎藤ネコ                  | 4:50  |
| 12.       | 「Colors」                             | Tim Jensen     | ACO                          | 河野伸                    | 4:25  |
| 13.       | 「カザミドリ」                         | 坂本真綾       | 横田はるな                   | 渡辺善太郎                | 4:55  |
| 14.       | 「ギター弾きになりたいな」             | 坂本真綾       | 神田朋樹                     | 神田朋樹                  | 2:54  |
| 合計時間: | 合計時間:                              | 合計時間:      | 合計時間:                    | 合計時間:                 | 58:10 |

## 参加ミュージシャン
| Vento - A.Piano：窪田ミナ - Strings：杉野裕ストリングズ - Background Vocal：坂本真綾 トライアングラー - Drums：佐野康夫 - E.Bass：渡辺等 - Guitars：今堀恒雄 - Keyboards：菅野よう子 - Synthesizer Manipulation：浦田恵司・坂元俊介 - Strings：篠崎正嗣ストリングズ - Background Vocal：坂本真綾 風待ちジェット（kazeyomi edition） - Drums：鎌田清 - E.Bass：太田護 - Guitars：小倉博和 - A.Piano＆Prohpet-5：鈴木祥子 - Wurlizer＆Synthesizer Manipulation：山本隆二 - Violin：武川雅寛 - Background Vocal：鈴木祥子・坂本真綾 Remedy - E.Bass：宮野和也 - Strings：弦一徹ストリングズ - All Other Instruments：solaya - Background Vocal：坂本真綾 雨が降る - Drums：宮田繁男 - E.Bass：井上富雄 - E.Guitar：窪田晴男 - A.Guitar：吉川忠英 - Percussion：高橋結子 - Harp：朝川朋之 - Strings：グレート栄田ストリングズ - Background Vocal：坂本真綾 Get No Satisfaction! - Drums：佐野康夫 - E.Bass：美久月千晴 - Guitars：松江潤 - Synthesizer Programming＆Keyboards：河野伸 - Strings：金原千恵子ストリングズ - Background Vocal：坂本真綾 蒼のエーテル - A.Piano：菅野よう子 | 失恋カフェ - Drums：玉田豊彦 - E.Bass：宗秀治 - Guitar:中村タイチ - Keyboards：五十嵐宏治 - Percussion：前田卓司 - T.Sax：山本拓夫 - Trumpet：西村浩二 - Trombone：村田陽一 - Background Vocal：坂本真綾 SONIC BOOM - Drums：杉野寿之 - E.Bass：石川具幸 - Guitars＆Programming：市川裕一 - Violin：武藤祐生 - Cello：原口梓 ピーナッツ - All Instruments：三宅修一 - Hand Clapping：坂本真綾＆ザ・カシューナッツ - Background Vocal：坂本真綾 さいごの果実 - Drums：宮田繁男 - E.Bass：井上富雄 - Guitars：柳沢二三男・嘉多山信 - Percussion：三沢またろう - Strings：グレート栄田ストリングズ - Background Vocal：坂本真綾 Colors - Guitar：今堀恒雄 - Synthesizer Programming＆Keyboards：河野伸 - Background Vocal：坂本真綾 カザミドリ - Drums：椎野恭一 - A.Piano：朝川朋之 - Synthesizer Programming,E.Guitar＆E.Bass：渡辺善太郎 - Cello：堀沢真巳 ギター弾きになりたいな - Guitars＆Mixing Engineer：神田朋樹 - Percussion：小谷和也 - Background Vocal：坂本真綾 |